# Mattia Parlangeli
Mattia Parlangeli (Bologna, 9 agosto 1988) è un giocatore di football americano italiano, che gioca come wide receiver negli Warriors Bologna.
Ha vinto il premio come miglior ricevitore italiano nel 2009 e nel 2013.
Gioca negli Warriors Bologna fin da giovane, segnalandosi come uno dei migliori giocatori del panorama Italiano. Con la squadra bolognese perde il Superbowl Italiano 2011, nonostante un’ottima prestazione avvalorata da un touchdown.
Dopo un anno in America torna in Italia e vince il premio come miglior ricevitore italiano nel 2013.